# Едгар Агілера
Едгар Агілера (ісп. Edgar Aguilera, нар. 28 липня 1975, Асунсьйон) — парагвайський футболіст, що грав на позиції півзахисника.
Виступав, зокрема, за клуб «Насьйональ», а також національну збірну Парагваю.

## Клубна кар'єра
У дорослому футболі дебютував 1993 року виступами за команду клубу «Серро Кора», в якій провів п'ять років, після чого 1998 року вирушив за кордон у бразильське «Атлетіку Паранаенсе», але закріпитись не зумів і повернувся на батьківщину у «Серро Портеньйо».
З 1999 року грав за «Гуарані» (Асунсьйон), з яких здавався в оренду в клуби «Серро Кора» та гватемальський «Мунісіпаль».
Своєю грою за останню команду привернув увагу представників тренерського штабу клубу «Насьйональ», до складу якого приєднався 2003 року. Відіграв за команду з Асунсьйона наступні два сезони своєї ігрової кар'єри.
Протягом 2005 року захищав кольори болівійського клубу «Блумінг», а завершив професійну ігрову кар'єру у клубі «Хенераль Кабальєро», за який виступав протягом 2006 року.

## Виступи за збірну
1998 року дебютував в офіційних матчах у складі національної збірної Парагваю і того ж року поїхав з нею на чемпіонат світу 1998 року у Франції, але на поле не виходив.
Всього протягом кар'єри у національній команді, яка тривала 2 роки, провів у формі головної команди країни 8 матчів.